# 오토바이 안전

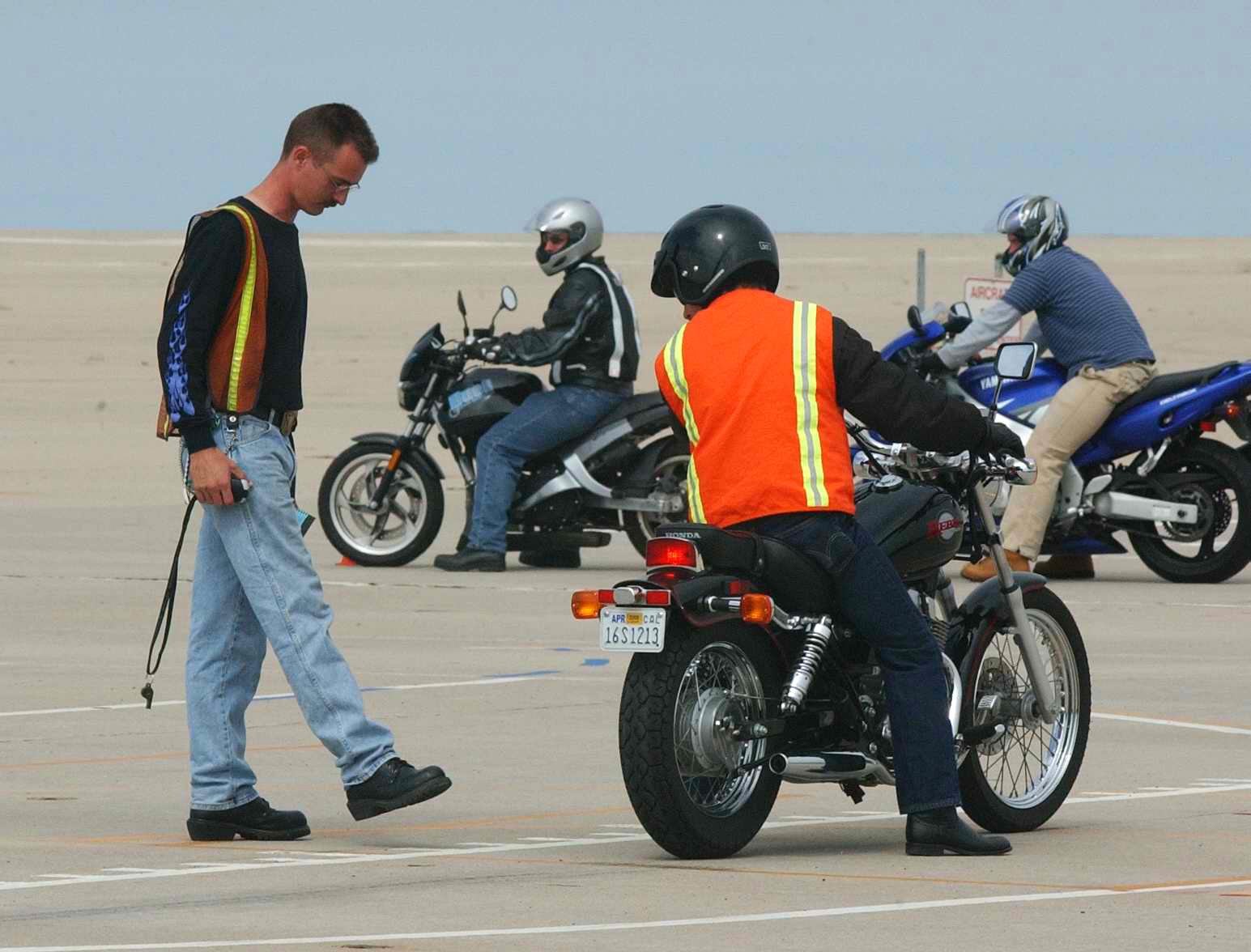
미국 해군 임페리얼 비치에서의 오토바이 훈련

오토바이 안전은 모터사이클 탑승의 위험과 위험성에 대한 연구이며, 오토바이 설계, 도로 설계 및 교통 규칙, 라이더 교육, 오토바이 운전자 및 다른 도로 이용자의 문화적 태도에 중점을 두어 위험을 완화하는 접근 방식을 말한다.
공공 도로에서 오토바이를 타는 것은 버스나 기차와 같은 대중교통보다 위험한 자동차를 타는 것보다 몇 배 더 위험하다. 오토바이 사고의 인적 요인은 라이더의 행동과 도로를 공유하는 운전자의 행동 사이에서 거의 동일하게 나타난다. 특히 20세기 후반의 기술 변화는 오토바이 안전에 상당한 개선을 가져왔다. 오토바이 안전에 대한 심도 깊은 연구는 1981년 허트 보고서와 함께 미국에서 시작되었고, 이어서 유럽 등지에서 주요 연구들이 진행되었다. 이 연구의 주요 결과는 라이더 교육과 엄격한 면허 요건에 대한 강조가 커졌다는 것이다. 미군은 군인들의 비번 중 상당한 부상에 대응하여 자체적인 오토바이 라이더 교육의 필요성을 인식했다.

## 충돌률 및 위험

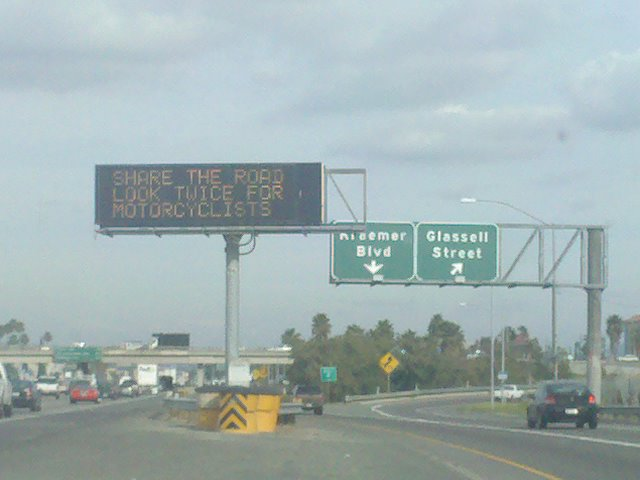
애너하임 동쪽 91번 고속도로에 있는 캘트랜스 표지판으로, 운전자들에게 사각지대에 있을 수 있는 오토바이 운전자들을 주의하라고 경고하고 있다.

| 이 그래프는 더 이상 지원되지 않는 레거시 그래프 확장 기능 을 사용하고 있습니다. 새로운 차트 확장 기능 으로 변환해야 합니다. | |
| * 출처: NHTSA | |
| | 이 그래프는 더 이상 지원되지 않는 레거시 그래프 확장 기능을 사용하고 있습니다. 새로운 차트 확장 기능으로 변환해야 합니다. |

오토바이를 타고 이동하는 것은 자동차로 같은 거리를 운전하는 것보다 사망 또는 부상의 위험이 훨씬 높다. 오토바이 운전자는 라이더에 대한 물리적 보호가 제한적이고 도로에서의 가시성이 낮아 치명적이거나 심각한 부상을 입을 위험이 더 크다. 2006년 미국 오토바이 운전자의 치명적인 사고 위험은 10억 차량 마일당 오토바이 사망자 390명과 자동차 사망자 11.1명을 기준으로 승용차보다 35배 더 높았다. 2016년에는 이 비율이 자동차의 28배였다.
부상 여부와 관계없이 보고된 모든 충돌을 보면, 2016년 미국의 오토바이 충돌률은 백만 마일당 6.31건으로, 자동차 및 유사 차량의 백만 마일당 3.28건보다 훨씬 높다. 그러나 오토바이 운전자 중 부상 및 사망률이 높은 주된 이유는 자동차가 더 효과적인 충돌 보호 기능을 제공하기 때문이다. 자동차의 경우 충돌의 31%가 부상으로 이어지지만, 사고의 0.29%만이 치명적이다. 오토바이의 경우 보고된 충돌의 78.3%가 부상으로 이어지고, 4.24%가 치명적이다.
다른 국가의 통계도 미국 데이터를 뒷받침한다. 영국 교통부는 오토바이가 자동차에 비해 심각한 부상(사망 또는 부상) 발생률이 16배 더 높다고 밝혔다. 2017년 영국에서 보고된 사상자(부상 및 사망자 전체) 데이터는 오토바이로 이동한 10억 마일당 6,043명의 사상자가 발생하여 자동차의 10억 마일당 238명보다 25.4배 더 높았다. 2017년 영국에서는 10억 승객 마일당 116.9명의 오토바이 운전자 사망자가 발생하여 자동차 탑승자의 10억 승객 마일당 1.9명의 사망률보다 61.5배 더 높았다. 영국 데이터는 미국 데이터보다 자동차와 오토바이 사이의 차이가 더 크게 나타나는데, 이는 부분적으로 승객 마일당 사망자를 기준으로 한 반면 미국 데이터는 차량 마일당 사망자를 기준으로 했기 때문이다.
호주 교통안전국(ATS)의 국가 연구는 다음과 같은 사실을 발견했다.
- 오토바이 운전자 사망률은 1998년부터 2000년 사이에 모든 연령대에서 증가했다.
- 오토바이 운전자 사망률은 다른 차량 운전자의 거의 30배에 달했다.
- 40세 미만 오토바이 운전자는 같은 연령의 다른 차량 운전자보다 사망할 가능성이 36배 더 높다.
- 40세 이상 오토바이 운전자는 같은 연령의 다른 운전자보다 사망할 가능성이 약 20배 더 높다.[10]

자전거 운전자와 보행자도 공공 도로에서 자동차와의 충돌 시 보호받지 못한다. 2017년에는 자전거 운전자 사상자가 10억 승객 마일당 5,604명으로 자동차의 23.5배였으며, 보행자는 이동 거리당 사상자가 약 7.6배였다. 그러나 자전거와 보행자는 훨씬 낮은 속도로 이동하므로 시간당 발생하는 위험은 훨씬 작다. 대조적으로, 버스의 치명적인 사고율은 자동차보다 낮으며, 약 0.83배이다.
연도별 미국 오토바이 사망률에 대한 기사는 지난 10년 대부분 동안 미국의 오토바이 사망자 수가 연간 약 5000명으로 유지되었다고 지적한다. 2006년에는 10만 대의 자동차 중 13.10대가 치명적인 사고를 일으킨 반면, 오토바이의 경우 등록된 오토바이 10만 대당 72.34대였다.
2018년 5월 현재 EU(28개 회원국)에서는 모페드 운전자 및 승객 사망자가 663명, 오토바이 운전자 및 승객 사망자가 3,644명으로 집계되었다. 영국과 아일랜드에서는 모페드가 오토바이에 포함되지만, 2016년 EU에서 PTW(모페드 및 오토바이 포함) 사망률은 100만 명당 8.2명이었다.
2016년 EU에서 PTW 사망자는 전체 교통사고 사망자의 17%를 차지했으며, 루마니아의 4%에서 그리스의 32%까지 다양했다. 사망자의 88% 이상이 남성이었다.
프랑스에서 오토바이 사망률은 이동 거리에 따라 자동차보다 2200% 더 높다(즉, 23배 더 높다).
2016년 EU(28개 회원국)에서는 CARE 데이터베이스에 등록된 오토바이 운전자 및 승객 사망자가 3657명으로, 이는 EU 교통사고 사망자의 14%에 해당한다.

## 연구
오토바이 사고 원인에 대한 두 가지 주요 과학 연구가 북미와 유럽에서 수행되었다. 허트 보고서 (1981)와 MAIDS 보고서 (1999-00)이다.

### 허트 보고서
미국에서 이 주제에 대해 수행된 주요 연구는 1981년에 로스앤젤레스와 주변 농촌 지역에서 수집된 데이터를 바탕으로 발표된 허트 보고서이다. 미국에서는 새로운 안전 연구에 대한 오랜 요구가 있었고, 의회는 그러한 프로젝트를 위한 초기 자금을 제공했지만, 아직 나머지 자금은 전부 약정되지 않았다.
허트 보고서는 55가지 발견 사항 목록과 법 집행 및 입법에 대한 몇 가지 주요 권고 사항으로 결론을 내렸다. 이 중 오토바이 사고의 75%는 다른 차량, 주로 자동차와의 충돌을 포함했다. MAIDS 보고서에서는 이 수치가 60%이다.
허트 보고서의 다른 주목할 만한 발견 사항(아래 인용)은 다음과 같다.
- 사고의 75%는 오토바이와 승용차의 충돌이었고, 나머지 25%는 단일 오토바이 사고였다.
- 단일 차량 사고에서 오토바이 운전자의 오류는 약 3분의 2의 경우에 사고를 유발하는 요인으로 나타났으며, 전형적인 오류는 과도한 제동으로 인한 미끄러짐과 넘어짐, 또는 과속이나 측면 그립 부족으로 인한 곡선 구간에서의 이탈이었다.
- 치명적인 사고의 거의 절반은 음주와 관련되어 있었다.
- 부상 심각도는 속도, 음주 개입, 오토바이 크기와 함께 증가한다.
- 다중 차량 사고에서 다른 차량 운전자가 오토바이의 통행 우선권을 침해하여 사고를 유발한 경우가 그러한 사고의 3분의 2를 차지했다.
- 보고서의 추가 발견 사항은 적절한 장비, 특히 모터사이클 헬멧과 내구성 있는 의류 착용이 충돌 부상을 상당히 완화한다는 것을 보여준다.
- 차량 고장은 오토바이 사고의 3% 미만을 차지했으며, 대부분은 펑크로 인한 통제 불능으로 발생한 단일 차량 사고였다.
- 날씨는 오토바이 사고의 98%에서 요인이 아니다.
- 운전자가 교통 흐름에서 오토바이를 감지하고 인식하지 못하는 것이 오토바이 사고의 주요 원인이다. 오토바이의 시인성은 다중 차량 사고에서 중요한 요인이며, 주간에 오토바이 헤드램프를 켜고 시인성이 높은 노란색, 주황색 또는 밝은 빨간색 재킷을 착용함으로써 사고 발생률이 현저히 감소한다.

### MAIDS 보고서
가장 최근의 대규모 오토바이 사고 연구는 1999년부터 2000년까지 5개 유럽 국가에서 수행된 MAIDS 보고서로, 통계적으로 유의미한 900건 이상의 충돌 사건과 900건 이상의 대조군 사례를 포함하여 엄격한 OECD 표준을 사용했다.
MAIDS 보고서는 Hurt Report의 대부분의 발견 사항을 지지하는 경향이 있는데, 예를 들어 "다른 차량(OV) 운전자의 69%가 충돌 회피 기동을 시도하지 않았다"는 것은 그들이 오토바이를 보지 못했음을 시사한다. 또한 "PTW(오토바이와 모페드를 포함한 전동 이륜차) 사고의 가장 많은 수는 OV 운전자 또는 PTW 라이더의 인지 실패로 인한 것이다." 그리고 "데이터에 따르면 전체 사례의 68.7%에서 헬멧이 라이더가 입은 머리 부상을 예방하거나 줄일 수 있었다(즉, 33.2% + 35.5%). 전체 사례의 3.6%에서는 헬멧이 머리 부상에 영향을 미치지 않는 것으로 나타났고", "헬멧이 심각하거나 최대의 목 부상을 유발하는 접촉 코드로 확인된 보고된 사례는 없었다."

### 올슨 보고서
1979년 미시간 대학교 연구의 수석 연구자 이름을 따서 올슨 보고서로 알려진 덜 알려진 연구는 눈에 띄는 의류(특히 노란색-녹색)를 착용하고, 주간에 헤드라이트, 특히 변조된 헤드라이트를 사용하며, 야간에 주간 주행등과 재귀반사 의류를 사용하는 것이 라이더 안전을 향상시킬 수 있음을 발견했다.:159–161

### 시인성에 대한 결론 없는 발견
오클랜드 (뉴질랜드) 시에서 1993년부터 1996년까지 수집된 데이터를 사용한 뉴질랜드 연구(Wells et al.)는 Hurt Report의 라이더 시인성 증가 요구를 지지하며, 흰색 또는 밝은 색 헬멧, 형광 또는 반사 의류를 착용하거나 주간 헤드라이트를 사용하는 라이더는 오토바이 사고 피해자 그룹과 비교했을 때 과소 대표되었다고 주장했다. 사고 피해자는 "오토바이 충돌 후 24시간 이내에 부상 중증도 점수 5 이상으로 병원에 입원하거나 치료받은" 사망자였다. 입원이나 중상 치료 또는 사망으로 이어지지 않은 사고는 고려되지 않았으며, 다른 도로 사용자나 책임의 개입 여부도 고려되지 않았다. 반사 또는 형광 의류의 정의는 "재킷, 조끼, 앞치마, 허리띠, 발목 또는 손목 밴드, 또는 줄무늬, 데칼 또는 스트립을 포함한 백팩과 같은 의류 또는 기타 품목"을 포함하는 것으로 간주되었다. 헬멧의 종류(개방형 또는 풀페이스)에 대한 평가는 이루어지지 않았다. 대부분의 충돌은 "도심 50 km/h (31 mph) 속도 제한 구역(66%), 낮(64%) 및 맑은 날씨(72%)"에서 발생했다. 충돌 관련 부상 위험과 운전자 의류 또는 오토바이의 전면 색상 사이에는 어떠한 연관성도 관찰되지 않았다.
MAIDS 보고서는 사고 또는 대조군 그룹에서 헬멧 색상 또는 반사 또는 형광 의류의 유병률, 또는 대조군 그룹에서 조명 사용에 대한 정보를 공개하지 않았으므로, 그 효과에 대한 통계적 결론을 내리지 않았으며, Wells 보고서의 주장을 확인하거나 반박하지 않았다. 각 MAIDS 사례에서 라이더가 착용한 의류는 촬영되고 평가되었다.
MAIDS는 흰색으로 도색된 오토바이가 노출 데이터에 비해 실제로 사고 샘플에서 과도하게 대표되었음을 발견했다. 의류에 대해 MAIDS는 사고 시 의류가 시인성에 어떻게 영향을 미쳤는지에 대한 "순전히 주관적인" 판단을 사용했다. 보고서는 "전체 사례의 65.3%에서 의류가 라이더 또는 PTW [전동 이륜차, 즉 오토바이]의 시인성에 전혀 기여하지 않았다. PTW 라이더의 밝은 의류가 PTW의 전반적인 시인성을 높인 경우는 매우 적었다(46건). 어두운 의류가 라이더와 PTW의 시인성을 감소시킨 경우가 더 많았다(120건)." MAIDS는 한 사례에서 어두운 의류가 실제로 시인성을 높였지만, 밝은 의류가 시인성을 감소시킨 경우는 보고하지 않았다.

## 위험에 대한 태도

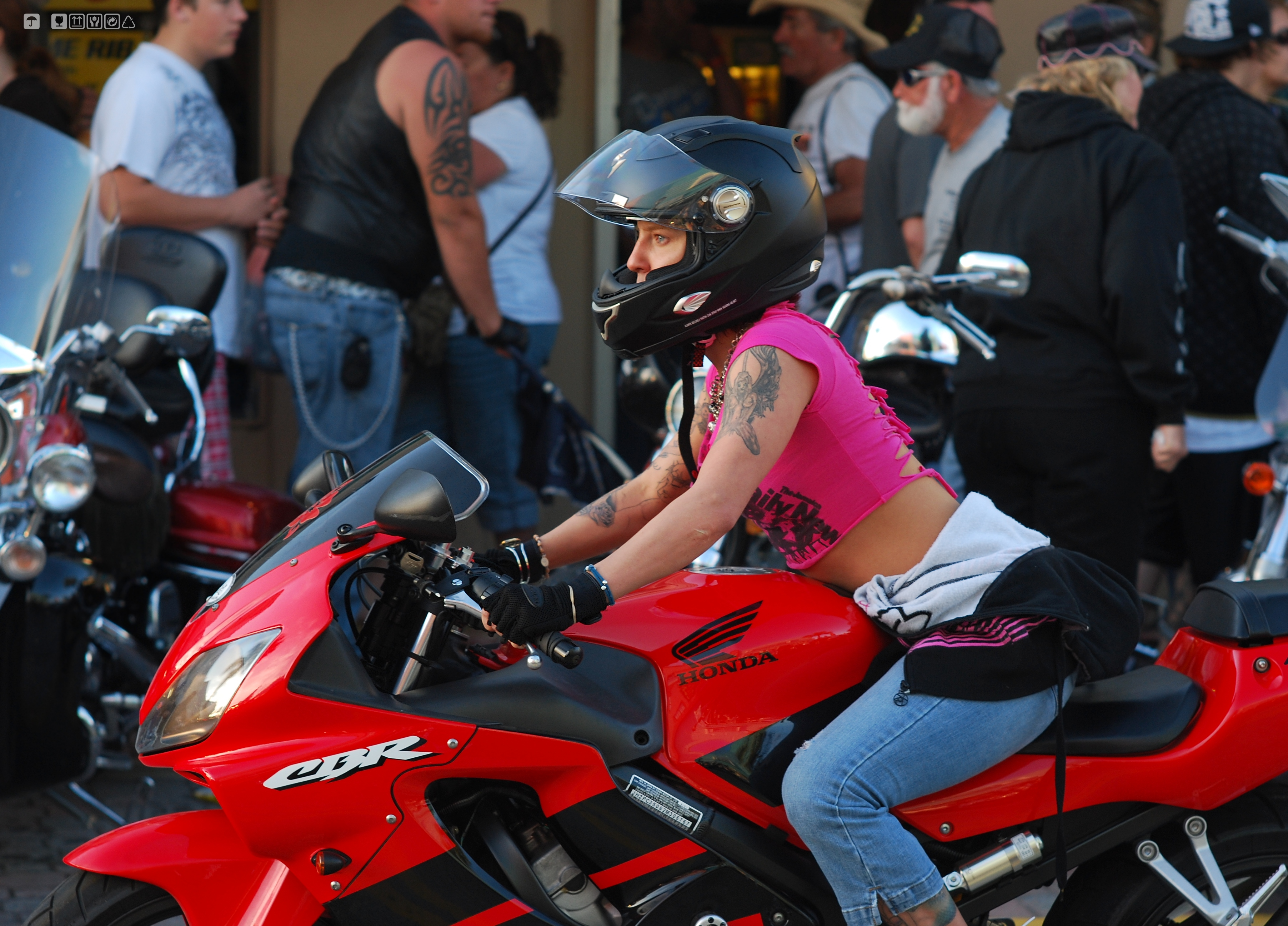
라이더들은 안전과 다른 우선순위의 균형을 맞추는 다양한 장비 선택지를 가지고 있다.

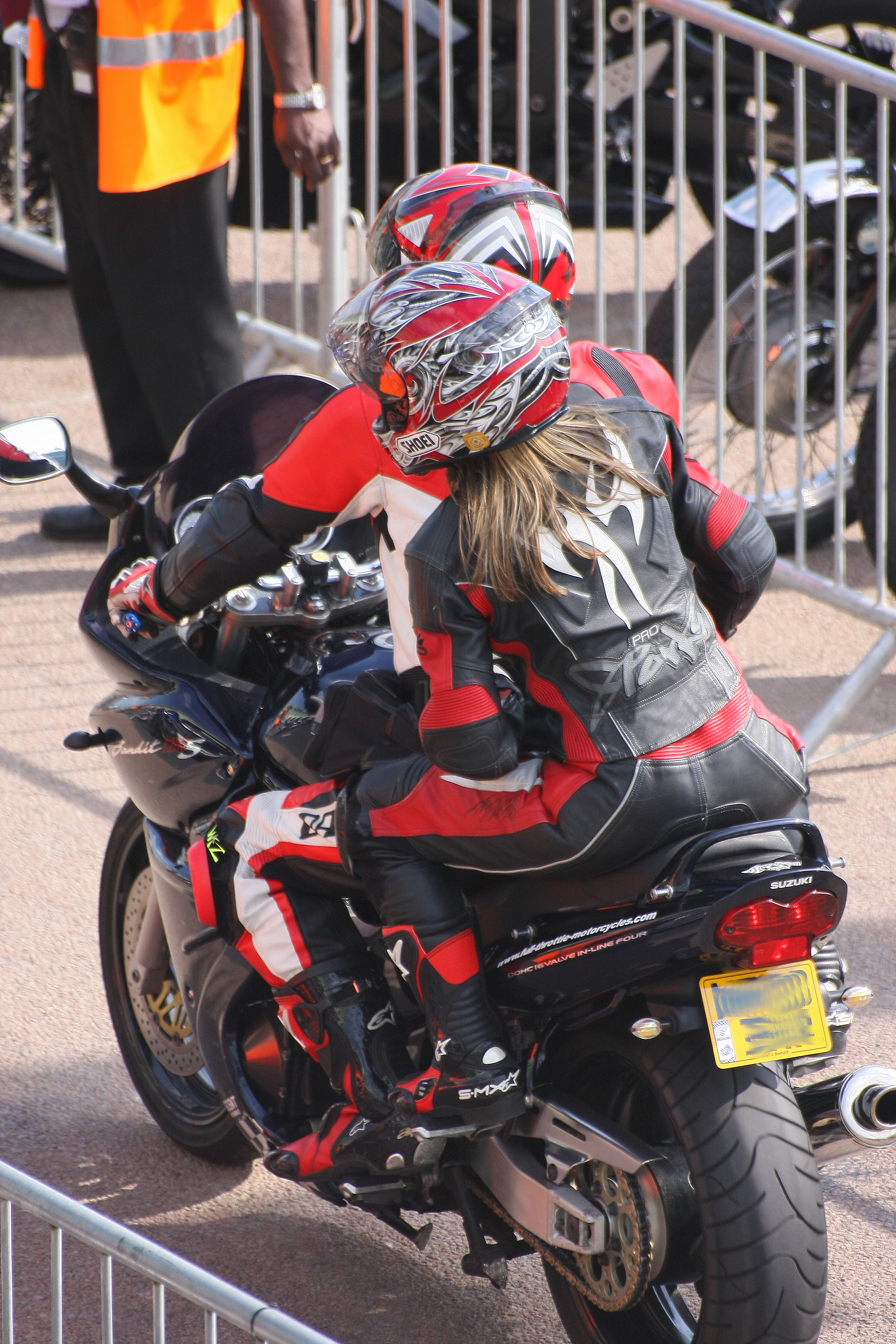
풀페이스 헬멧, 부츠, 장갑, 갑옷 가죽을 착용한 라이더들

교통사 학자 제레미 패커는 라이더들이 오토바이 탑승 위험에 대해 취하는 다양한 접근 방식을 설명하기 위해 네 가지 범주를 제안했다. 패커의 책 'Mobility without Mayhem: Safety, Cars, and Citizenship'은 듀크 대학교 출판부에서 출판되었다.
패커의 첫 번째와 네 번째 범주는 오토바이 탑승에 대해 반대되는 견해를 취하지만, 오토바이를 타는 것은 운명을 시험하는 것이라는 숙명론적 개념을 공유한다. 두 번째와 세 번째 범주는 라이딩 위험을 제한하기 위한 조치에 대한 강조 정도가 다르지만, 라이더가 어느 정도 통제력을 가지고 있으며 운명의 희생자가 아니라는 견해를 공유한다.
1. 라이딩 중단. 또는 오토바이 탑승 금지; 이것은 오토바이 탑승이 너무 위험하다는 믿음이다. 일부 전직 오토바이 운전자들은 자신 또는 아는 사람과 관련된 사고로 인해 오토바이 탑승에 대한 견해가 영구적으로 뒤집히는 에피파니를 겪었다. 일부는 오토바이 탑승에 대한 강한 반감을 가지고 있으며, 확고한 견해 때문에 라이딩의 장점이나 즐거움을 고려하지 않으려 한다. 고(故) 클레어 레이너 상담 칼럼니스트는 멜리사 홀브룩 피어슨의 오토바이 책 '완벽한 차량'에 대한 리뷰에서 자신은 객관적으로 책을 리뷰할 수 없었다고 인정했다. 그 이유는 피어슨이 쓴 어떤 것도 그녀가 "병원 응급실 간호사로 일하면서 사고 후 산산조각난 라즈베리 잼처럼 도로에서 쓸려나가는 바이커들을 상대하는 데 너무 많은 시간을 보냈다"는 경험에서 비롯된 오토바이 탑승에 대한 혐오감을 바꿀 수 없었기 때문이다. 그래서 그녀는 "그 지독한 기계의 완고한 혐오자가 되었다... 바이커들이 아무리 스터드 가죽으로 된 도시 갑옷을 잘 두르고 아무리 끔찍한 헬멧을 썼다고 해도 끊임없이 자신을 위험에 빠뜨리는 것은 지옥 같은 기계를 금지해야 할 이유인 것 같다. ...엔진 오일과 섞인 피와 으깨진 근육과 뼈 냄새. 그것이 나에게 오토바이가 의미하는 바이다. 그리고 유감스럽게도 항상 그럴 것이다."[25] 그러나 저명한 영국 기반의 고급 오토바이 강사이자 라이더 기술 옹호자인 케빈 윌리엄스는 "종종 사실의 뼈대는 주관적이고 무지하며 감정적이고 궁극적으로 편견에 찬 판단으로 뒷받침된다: '그들은 오토바이 탑승의 위험을 알지만, 훨씬 안전한 차를 사용하는 대신 여전히 타기를 선택한다.' 예를 들어, 고충 상담사 클레어 레이너는 멜리사 홀브룩 피어슨의 오토바이 책에 대한 리뷰에서..."[26] 일부 안전 전문가들은 오토바이 탑승이 너무 위험해서 전면 금지해야 한다고 주장했다.[27][28]
2. 과잉 자기 훈련. 위험에 대한 이러한 태도는 자기 비판, 끊임없는 경계, 영구적인 훈련과 연습, 그리고 안전 장비의 지속적인 업그레이드로 구성된다. 이것은 때때로 에피파니에 대한 반응이다. 라이딩 중 위험을 피하기 위한 전략을 열거하는 많은 라이딩 조언이 있지만, 그들은 라이딩의 일부로서 내재된 위험을 받아들이는 것을 강조하지 않고, 대신 라이더의 교육과 연습을 기반으로 라이더의 주체성이 충돌 여부를 결정하는 데 중요하며, 충돌 시 부상 여부에 대한 올바른 안전 장비의 유용성을 강조한다.[24][29] 사이클 월드의 데이비드 에드워즈는 "핵심은 이것이다: 오토바이는 위험하지 않다"고 쓰며, 라이더가 면허를 가지고 있고, 라이딩 학교에 다니며, 항상 모든 장비를 착용하고(ATGATT), 사고 회피 육감을 개발하면 오토바이 탑승이 안전해질 수 있다고 말했다. "...이 모든 것을 하고, 로드크래프트에 대해 진지해지면, 당신은 사고 통계에서 거의 방탄에 가까울 정도로 과소 대표될 것이다."[30] 케빈 캐머런도 사이클 월드에서 다음과 같이 썼다. "[판단은] 사용하면 향상된다. 오래 탈수록 조작이 안전해지는 경향이 있다. 더 다양한 상황에서 차량을 제어하는 방법을 배우고, 주변의 네 바퀴 차량보다 세 수 앞서 플레이하는 것의 가치를 배운다 – 그렇게 해야만 한다. 그 과정에서 더 나은 자동차 운전자가 될 뿐만 아니라 더 숙련된 오토바이 운전자가 된다.".[31] 오리건주의 한 기자는 위험 감소 전략에 대해 전문 라이딩 강사와 고도로 훈련된 오토바이 경찰관들을 인터뷰한 결과, "그들은 계속해서 습관을 고쳐서 능숙함을 유지했다. 많은 이들은 산만하다고 생각하는 그룹과 함께 라이딩하지 않는다. 그들은 공휴일에는 집에 머물고, 검은색이 아닌 가장 반사적인 장비를 착용한다. 그리고 점점 더 그들은 피로와 노출로 인한 손상된 운전에 대해 이야기한다 – 마약과 알코올 때문이 아니다."[32]
3. 위험 가치화.[33] 이것은 위험이 불가피하지만 특정 선택을 통해 받아들여질 수 있다는 것을 인정하는 것이다. 이를 통해 오토바이 운전자들은 "위험과 오토바이 타기를 효용과 효율성만으로 측정될 수 없는 것으로 재전유한다... 이러한 담론은 절대적인 의미에서 안전을 회피하지 않지만, 라이딩의 궁극적인 목표로서 안전의 타당성을 유지하지도 않는다."[24] 오토바이 옹호자이자 작가인 웬디 문은 항상 헬멧을 착용해야 한다는 주장을 완화한 이유 중 하나가 더 이상 "그러한 보호적인 태도를 유지하는 데 필요한 정신적 노력"이 가치 있다고 생각하지 않았기 때문이라고 말했다. "나는 '만약'이라는 미래에 얽매여 있기 때문에 현재를 자유롭게 살 수 없다. ...그래서 우리는 점차 완전하고 자유로운 삶을 경험하는 것으로부터 멀어져 가고 있으며, 심지어 그것을 알지도 못한다. 사회적으로 우리는 눈에 너무 싸여 전혀 움직일 수 없는 아이들과 같다.... 그 위험을 받아들이는 것은 영혼을 회복시키고 자신이 원하는 대로 남은 삶을 살 수 있도록 힘을 준다."[34]
4. 위험을 과시하는 것. 헌터 S. 톰슨의 책 지옥의 천사들에 나오는 구절들은 패커와 다른 사람들에 의해 상당수 오토바이 운전자들의 무모한 접근 방식을 가장 잘 보여주는 예시로 인용되었다: "그들은 대부분의 사이클리스트들이 당연하게 여기는 최소한의 안전 조치조차도 피한다. 헬스 엔젤스 멤버가 헬멧을 쓴 것을 본 적이 없을 것이다. 또한 그들은 말론 브란도-밥 딜런 스타일의 '은색 스터드 팬텀' 가죽 재킷을 입지 않는다." 그리고 "안전한 것은 무엇이든 거부한다." 또한 "헬스 엔젤스는 그들이 위험을 분산시키고 있다고 아무도 생각하기를 원치 않는다."[35] 톰슨은 그의 에세이 '소시지 생물에 대한 노래'에서 "그것은 격세유전적 정신, 저속한 스타일, 고속, 순수한 우둔함, 그리고 카페 라이프와 그 위험한 즐거움에 대한 지나친 몰입의 기묘한 혼합이다"라고 썼다.[36] 패커는 이를 "운명에 의해 움직이는 감성"이라고 부른다.[24]

패커는 미셸 푸코에게 영감을 받은 역사가로, 주류 스포츠 및 투어링 오토바이 미디어에서 발견되고 MSF가 지원하며 일반적으로 미국 고속도로교통안전국의 국가 오토바이 안전 의제()와 일치하는 오토바이 안전에 대한 접근 방식을 이데올로기 또는 "담론"으로 보고, 오토바이 위험에 대해 가질 수 있는 여러 이데올로기 중 하나로 간주한다. 패커는 처음 두 담론에 존경을 표하면서도, 세 번째 접근 방식에 공감하고 네 번째 접근 방식은 경멸한다. 패커는 두 번째 범주인 과잉 자기 훈련에 대한 분석에서 진지함, 침착함, 지속적인 훈련, 그리고 완전한 안전 장비 착용이 잘못된 것은 아니지만, 보험 산업, 오토바이 안전 장비 광고주, 오토바이 제조업체의 홍보 욕구, 그리고 정부 관료주의의 관성과 미션 크리프와 밀접하게 연관되어 있다는 우려도 표명한다. 그는 위험과 보상을 균형 있게 맞추는 공리주의적이지 않은 선택을 하는 오토바이 운전자들도 다른 범주만큼 존경받을 가치가 있다고 본다.
BMW 심리학자이자 연구원인 베른트 슈피겔은 비오토바이 운전자와 초보 오토바이 운전자는 톰슨이 묘사한 숙명론적 태도를 공유하는 경향이 있다고 밝혀냈다. 즉, 그들은 고속 오토바이 운전이 치킨 게임이나 러시안 룰렛과 같다고 생각하며, 라이더가 "가장자리", 즉 제동 또는 코너링 중 접지력의 한계에 얼마나 가까이 갈 수 있는지 용기를 시험하는 것과 같다고 여긴다. 그들은 그 한계를 넘어서 충돌하는 것에 얼마나 가까이 있는지 전혀 모른 채 그렇게 한다. 톰슨의 '헬스 엔젤스'에서 그는 "가장자리... 솔직히 설명할 방법이 없다. 왜냐하면 그곳이 어디인지 정말로 아는 사람들은 그 가장자리를 넘어선 사람들뿐이기 때문이다. 다른 사람들, 즉 살아있는 사람들은 자신들이 감당할 수 있다고 느끼는 만큼 운을 시험한 다음, '지금과 나중' 사이에서 선택해야 할 때가 오면 물러서거나 속도를 줄이거나 해야 할 일을 한 사람들이다."
슈피겔은 "넘어간" 사람들, 즉 충돌하거나 사망한 사람들만이 경계선의 위치를 안다는 주장에 동의하지 않는다. 그는 오토바이 레이서나 심지어 성능 한계에 가깝게 현대 스포츠 바이크를 타는 비전문가 고급 라이더도 접지력의 한계에 맹목적으로 접근한다면 건물 꼭대기를 헤매는 맹인 집단과 같아서 대부분이 가장자리에서 벗어나 떨어질 것이라고 말한다. 사실, 슈피겔은 숙련된 고속 라이더 사이의 충돌은 매우 드물기 때문에, 그들이 접지력을 잃기 전에 한계에 가까워질 때 접지력의 한계를 느낄 수 있어야 한다고 말한다. 슈피겔의 생리학 및 심리학 실험은 좋은 라이더가 자신의 오토바이 제어를 넘어 오토바이 접지면과 노면 사이의 인터페이스까지 인식을 확장하는 것이 어떻게 가능한지 탐구하는 데 도움이 되었다.
패커의 위험 범주 중 첫 번째와 네 번째에 속하는 사람들은 라이더가 접지 한계에 가까워지는 것을 감지할 수 없다고 믿을 가능성이 높지만, 두 번째와 세 번째 위험 범주에는 라이더가 접지력을 잃고 미끄러지기 시작할 필요 없이 한계가 어디인지 알 수 있다는 슈피겔의 견해를 공유하는 사람들이 포함된다. 모터사이클 컨슈머 뉴스의 프로피션트 모터사이클링 칼럼니스트 켄 콘돈은 "최고의 라이더들은 상당한 정확도로 접지력을 측정할 수 있다"고 말했다. 비록 그 양은 오토바이, 타이어, 타이어 상태, 그리고 노면의 다양한 품질에 따라 변하지만 말이다. 그러나 콘돈은 라이더가 핸들바와 풋페그, 그리고 시트를 통해 접지 한계를 느낀다고 말하며, 접지면 자체로 인식을 확장하는 것은 아니라고 덧붙였다.

### 스코틀랜드 연구
스코틀랜드 행정부에서 2006년에 발표한 '스코틀랜드의 위험과 오토바이 운전자'라는 연구 보고서는 위험과 오토바이 운전에 대한 태도 그룹을 식별했다. 이 보고서는 위험 부정자, 낙관적 수용자, 현실적 수용자라고 명명된 세 가지 잠재적 그룹을 식별했다. 라이더의 79%가 두 번째 또는 세 번째 범주에 속했다.

## 오토바이 안전과 사회
일부 오토바이 운전자에게 귀속되는 위험 수용 및 가치화에 대한 개인주의적 철학은 서구 민주 사회가 공공 안전을 위해 개인의 자유에 한계를 설정할 때 종종 채택하는 근본적으로 공리주의적 관점과 대조된다. 공리주의적 관점은 스웨덴에서 1997년에 시작된 교통 부상 및 사망을 최소화하기 위한 계획인 비전 제로와 같은 개념으로 설명된다. 마찬가지로, 미국에서는 질병통제예방센터(CDC)의 오토바이 안전 간행물에서 헬멧 착용 의무화를 폐지한 미국 주에서 나타나는 사망률 증가를 논의한다. CDC는 개인의 권리를 문제 삼는 것이 아니라, 부상이나 사망이 오토바이 운전자의 가족과 지역 사회의 다른 사람들에게 미치는 파괴적인 영향을 논의하며, 오토바이 운전자가 정말로 자신만을 위험에 빠뜨리고 있다고 주장할 수 있는지 의문을 제기한다.
프랑스에서는 오토바이 출력 제한이 73.6 kW (100 CV)으로 설정되어 있었지만 안전상의 이점이 입증되지 않아 2016년에 폐지되었다. 의무적인 속도 제한 장치에 대한 논의는 영국과 스웨덴과 같은 국가의 오토바이 커뮤니티에서 인기가 없었다. 집회와 오토바이 운전자 권리 단체들은 그러한 규제가 그들의 지역 사회에 미치는 부정적인 영향을 공무원들에게 알리기 위해 노력했으며, 그러한 규제가 시행되었다는 보고는 없었다. 이 단체들은 라이더 훈련과 도로변 안전 조치, 음주 및 약물 사용, 비도로 주행용 오토바이, 유효한 오토바이 면허가 없는 라이더의 존재로 인한 사고의 높은 비율에 대한 강조를 장려했다.

## 도로 설계 및 유지 보수
도로는 주로 주 사용자인 자동차를 위해 설계되며, 오토바이 특정 안전에 초점을 맞춰 설계되는 경우는 거의 없다. 차량이 중앙선을 넘거나 도로에서 벗어나는 것을 방지하기 위한 도로변 장벽 및 가드레일 선택은 오토바이 운전자에게 위험한 것으로 판명되었는데, 이는 훨씬 더 무겁고 구조적으로 튼튼한 자동차와 트럭의 제동 에너지를 분산시키도록 설계되었기 때문이다. 또한, 이들은 지지대 기둥이 아닌 미끄러지는 레일에 충격을 받도록 설계되었으며, 지지대 기둥은 보호받지 못하는 도로 사용자에게 칼처럼 작용한다.
자동차 편향에 대한 통계적 설명은 사용 및 사망률 수치에서 찾을 수 있다. 오토바이 운전자는 숫자적으로 소수이다.
도로 표면도 충돌에 기여할 수 있다. 표면의 갑작스런 변화는 일시적인 접지력 상실을 유발하여 오토바이의 안정성을 해칠 수 있다. 오토바이 운전자가 제동 중이거나 방향을 바꿀 때 미끄러짐 위험이 증가한다. 이는 대부분의 제동 및 조향 제어가 앞바퀴를 통해 이루어지며, 동력은 뒷바퀴를 통해 전달되기 때문이다. 유지보수 시 재료 선택이 오토바이에 부적합할 수 있다. 예를 들어, 아스팔트 실러는 아스팔트 포장의 균열을 채우고 수리하는 데 사용되지만, 이는 종종 오토바이가 접지력을 잃게 할 수 있는 미끄러운 표면을 만든다. 때로는 강철 판이 도로 도랑 위에 임시 덮개로 사용되는데, 이러한 판의 미끄러운 특성과 부적절한 설치가 사고를 유발할 수 있다.
호주 오토바이 옹호자 로드니 브라운은 위험의 성격과 예상되는 결과가 다른 차량 운전자에 비해 오토바이 운전자에게는 상당히 다르다고 썼다.
예를 들어, 현재 미국의 고속도로 표준은 1.5인치(약 3.8센티미터)까지 경사가 없는 포장 능선을 허용하며, 이는 오토바이에 심각한 위험을 초래한다. 움푹 들어간 곳과 잔해물은 대형 차량 운전자보다 오토바이 운전자에게 더 큰 위험을 초래하는데, 전자는 안정성 및 제어력을 잃게 할 수 있고 후자는 충격 시 오토바이 바퀴를 튕겨낼 수 있기 때문이다.

## 오토바이 사망 및 군인

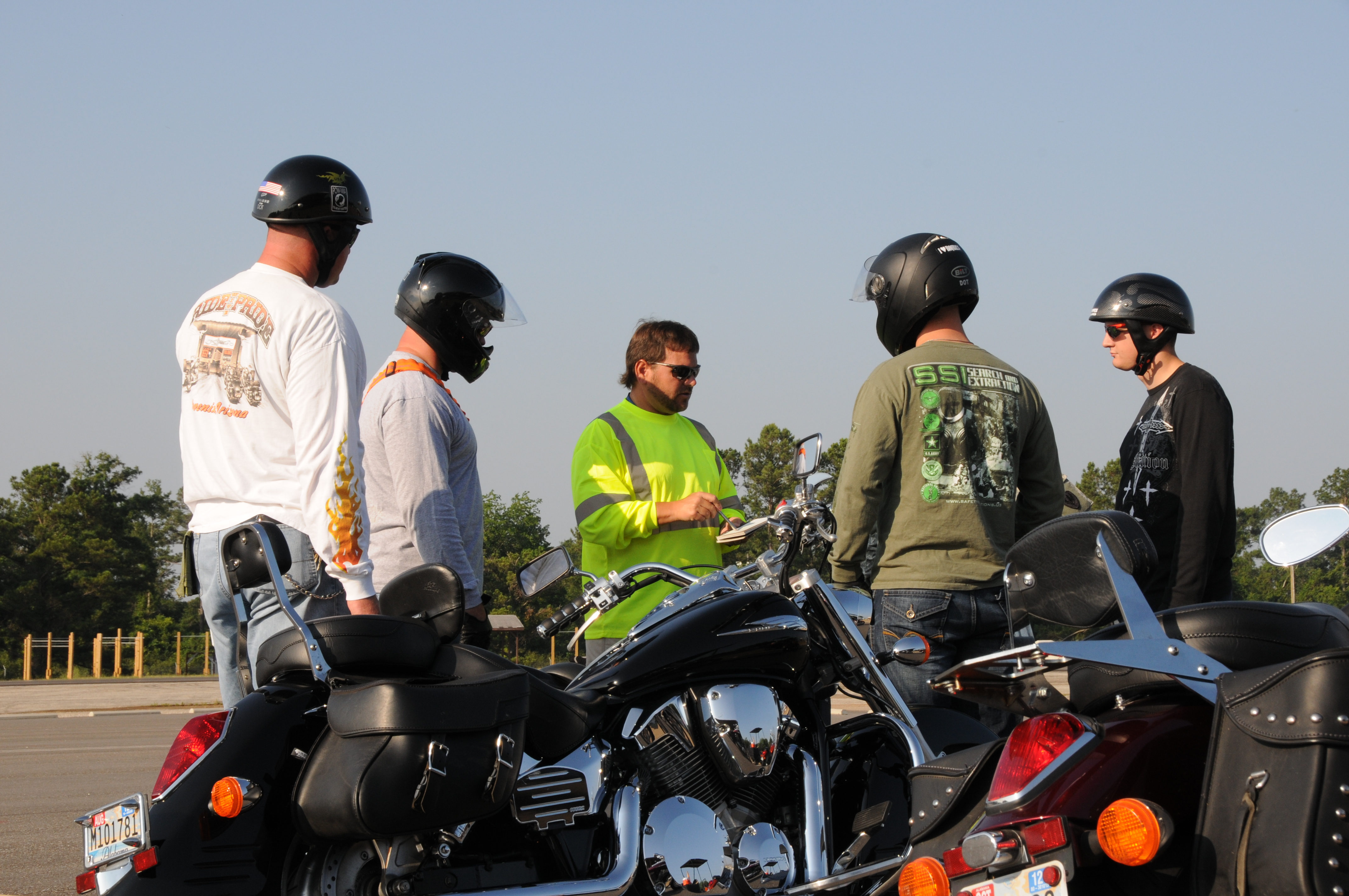
포트 러커에서 병사들을 위한 숙련된 라이더 코스

이라크 전쟁 시기 데이터에 따르면 서남아시아 전투 지역에서 귀환한 미국 군인 참전 용사들이 오토바이 관련 사망 사고를 겪고 있었다. 2007년 10월부터 2008년 10월까지 24명의 현역 해병대원이 오토바이 사고로 사망했다. 미국 고속도로교통안전국(NHTSA)에 따르면 2006년 미국에서 오토바이 사망자는 4,810명으로 전년 대비 5% 증가했으며, 10년 전(2,161명)에 비해 두 배 이상 증가했다. 해병대에서는 고속 바이크가 사망 사고의 대부분을 차지했다. 2007년 해병대 오토바이 사고의 78%가 스포츠 바이크에서 발생했으며, 이는 전국 평균 38%에 비해 높은 수치이다. '자전거를 타고 오가는 것'이라는 책의 한 장에서 이라크 전쟁 참전 용사이자 작가인 잭 루이스는 전투 참전 용사들의 위험에 대한 혼란스러운 인식을 관찰했으며, 이는 거의 자살에 가까운 행동으로 이어졌다: "우리는 이미 가슴에 과녁을 달고 세상에서 가장 위험한 동네를 걸어 다녔다... 군대 공동체에서 가장 위험에 처한 라이더들은 위험에 관대한, 아드레날린이 넘치는 전투 전문가들이다."

## 사고의 결과

젖은 코너에서 통제력을 잃어 가벼운 손 부상을 입은 오토바이 운전자가 헬멧을 벗기 위해 턱끈을 풀고 있다.

충돌이 발생했거나 라이더가 다른 사고로 인해 통제력을 잃은 경우, 자전거가 넘어질 때 몇 가지 일반적인 유형의 부상이 발생한다.
- 덜 유연한 보호 장벽 또는 도로변 "가구"(가로등, 표지판, 울타리 등)와의 충돌. 곡선 중간에서 오토바이에서 떨어지면 가로등이나 표지판을 피할 수 없게 된다는 점에 유의해야 한다.
- 머리가 다른 차량이나 물체에 격렬하게 부딪히면서 뇌진탕 및 뇌 손상 발생. 인증된 헬멧을 착용하는 라이더는 사망 위험을 37% 줄인다.[56]
- 같은 이유로 관절(팔꿈치, 어깨, 엉덩이, 무릎, 손목), 손가락, 척추, 목 부러짐. 가장 흔한 골절은 어깨와 골반이다.

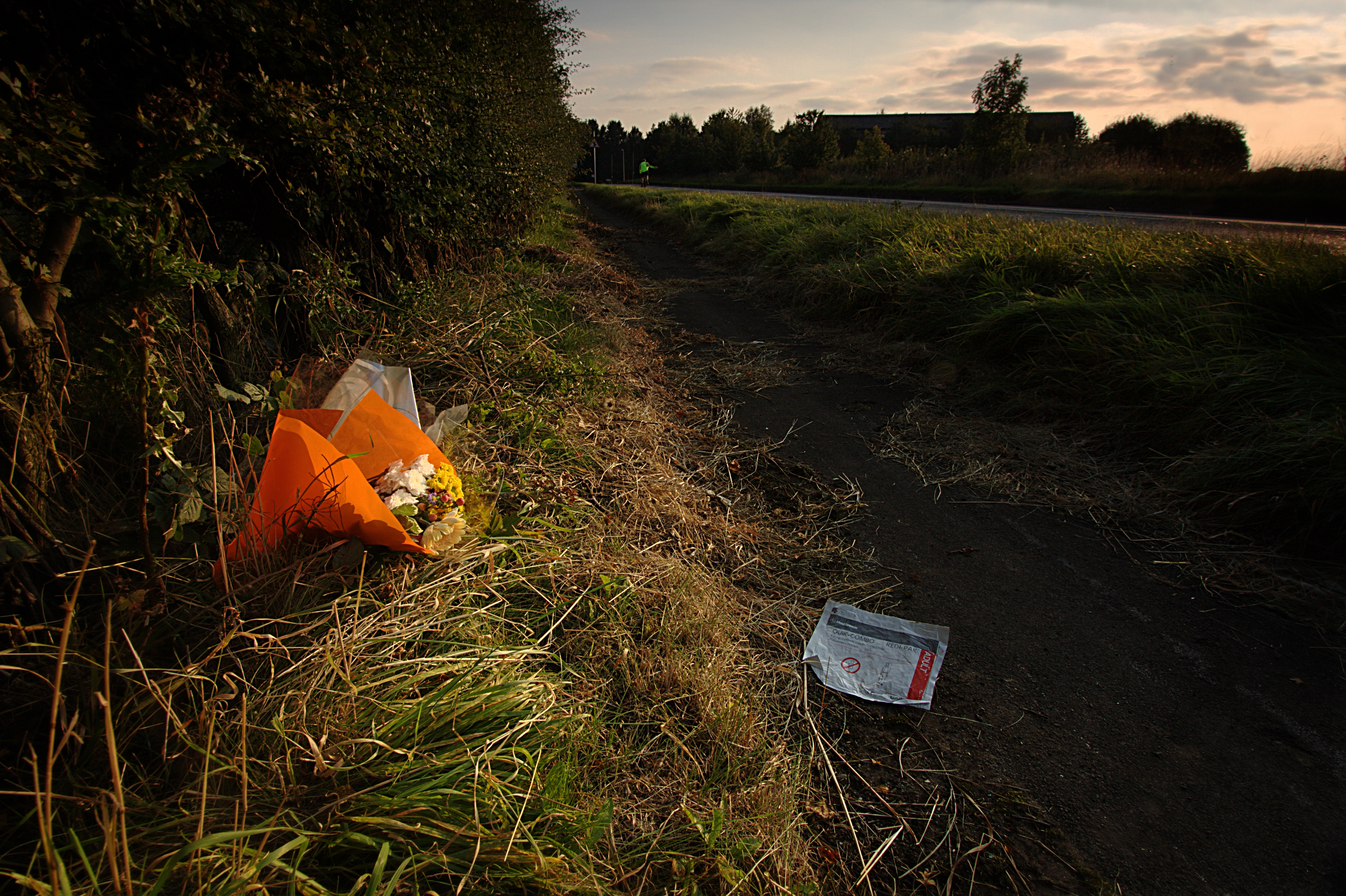
오토바이 사고 후. 제세동 시스템의 포장지와 꽃 몇 송이.

- 오토바이 사고 후. 제세동 시스템의 포장지와 꽃 몇 송이.몸이 표면을 미끄러지면서 연부 조직(피부 및 근육) 손상(로드 래시) 발생. 이는 가죽 재킷이나 강화 데님 및 직물 바지와 같은 오토바이 전용 보호 복장을 적절히 사용하여 완전히 예방할 수 있다.
- 바이크 라이더의 팔이라고 알려진 상태도 있는데, 이는 넘어지는 동안 상완의 신경이 손상되어 팔 움직임의 영구적인 마비를 유발한다.
- 풀페이스 헬멧이 없을 경우, 보호되지 않은 얼굴이 지면을 미끄러지거나 물체에 부딪히면서 얼굴 변형 발생. 모든 충돌의 35%가 턱 보호대 부위에 큰 충격을 보여준다.[57]

허트 보고서는 또한 사고 후 부상에 대해 언급하며, 이러한 오토바이 사고에서 부상 가능성이 극도로 높다고 밝혔다. 다중 차량 충돌의 98%와 단일 차량 사고의 96%는 오토바이 운전자에게 어떤 종류의 부상을 초래했으며, 45%는 경상 이상의 부상으로 이어졌다.
2022년, 첸(Chen) 등은 고령 라이더의 부상 심각도에 영향을 미치는 여러 요인을 발견했다: "남성, 고령, 유효 면허 없음, 음주 운전, 헬멧 미착용, 차선 변경 또는 추월, 이른 아침 및 저녁 라이딩, 교통 신호 오류, 과속 등 개인 수준 요인이 부상 심각도에 유의미한 영향을 미친다."
또한 2022년, 켄트(Kent) 등은 오토바이, 모페드, 자전거 부상을 비교했다: "전반적으로 보고된 부상의 대다수는 사지 또는 골반(62.2%)이었으며, 이는 차량 유형과 관계없이 사실이었다 [...] 차량 유형과 관계없이 가장 흔한 골절은 두개골/얼굴, 갈비뼈, 척추, 경골/비골 골절이었으며, 차량 그룹 간에 약간의 차이가 있었다."
마르틴스(Martins) 등(2022)은 오토바이 운전자의 제어력 상실 사고(LOCA)와 충돌 사고(CA)로 인한 부상을 비교했다. 그들은 다음과 같은 결과를 발견했다: "주요 부상 부위는 주로 하지(40.9%), 머리와 목(38.1%), 상지(27.5%)였다 [...] 오토바이 CA와 LOCA 모두 개발도상국의 외상 시스템에 부담을 주지만, CA의 역동성은 더 심각한 부상과 결과를 초래한다."

## 개인 보호 장비

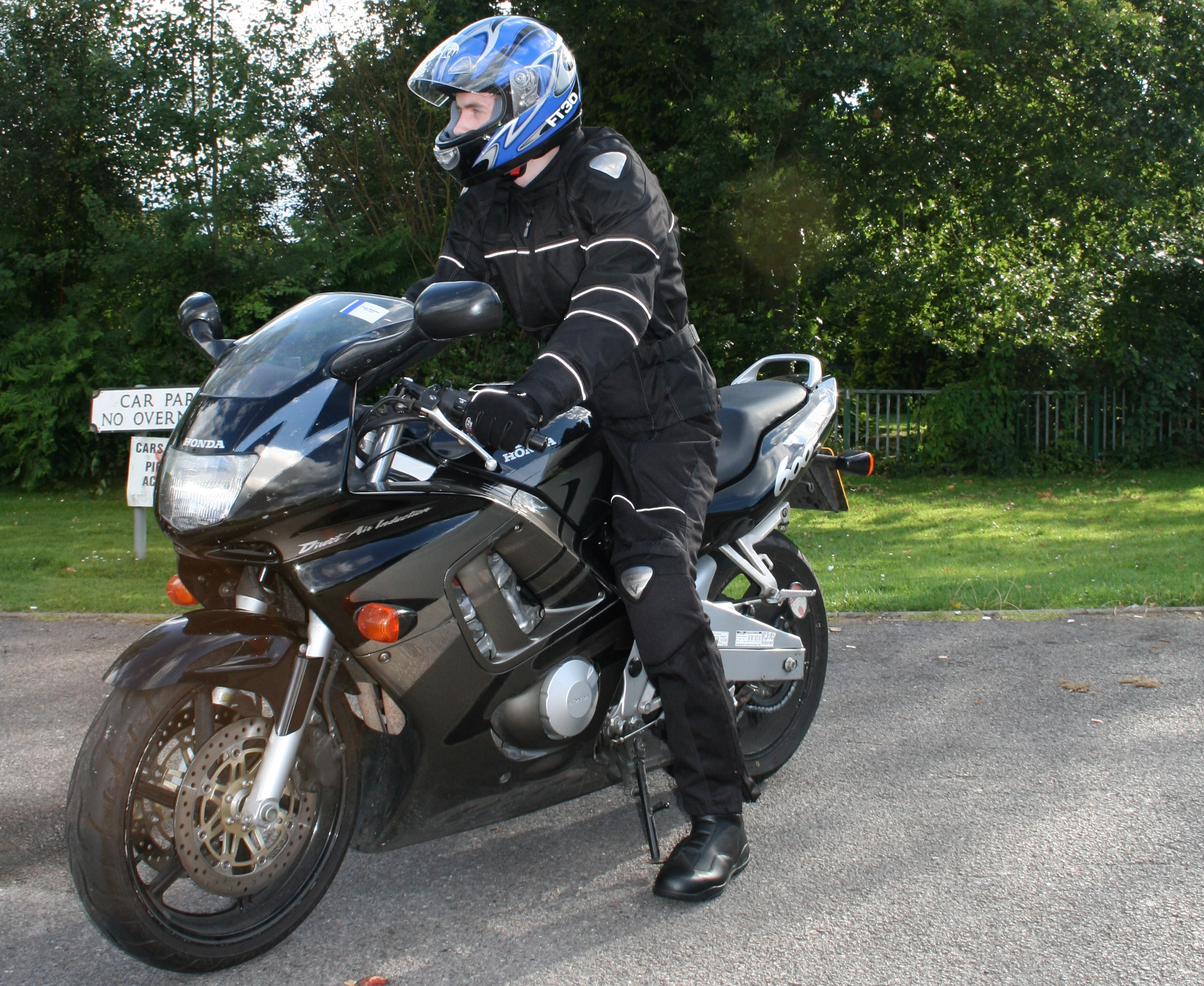
헬멧, 장갑, 부츠, 그리고 갑옷이 달린 반사 직물 재킷과 바지를 착용한 오토바이 운전자

오토바이 운전의 위험에 대처하기 위해, 넘어지기 전후에 오토바이 운전자들은 개인 보호 장비 (PPE, 또는 일반적으로 "오토바이 장비")를 사용한다. 많은 선진국에서는 이제 특정 PPE 품목을 의무화하고 있으며, 제조업체와 정부는 그 광범위한 사용을 권장한다.

### PPE의 기능
- 향상된 가시성 — 수십 년 동안 오토바이 운전자의 대중적인 이미지는 머리부터 발끝까지 검은색 가죽으로 뒤덮인 모습이었지만, 허트 보고서의 결과와 오토바이 운전자들의 일상적인 경험에 비추어 볼 때, 많은 라이더들이 더 높은 가시성을 가진 장비를 선택한다. 밝은 색상과 재귀반사 스트립은 고급 장비에서 흔히 볼 수 있다.
- 마찰 저항 — 두껍고 질긴 가죽은 충돌 시 가장 뛰어난 마찰 저항력을 제공하지만, 코듀라, 케블라, 발리스틱 나일론과 같은 직물도 상당한 보호 기능을 제공한다. 또한 직물은 일반적으로 저렴하고 유지 관리가 쉬우며 방수되고 더운 날씨에 더 편안하다. 가장 뛰어난 마찰 저항력을 제공하는 두꺼운 가죽은 29 °C (85 °F)를 초과하는 온도에서는 불편할 수 있으며, 38 °C (100 °F) 이상에서는 충분한 수분 보충이 이루어지지 않을 경우 열 스트레스 및 제어력 상실을 유발할 수 있다. 일부 PPE는 '메시'로 제작된 직물로 구성되어 냉각 및 패딩 부착을 위한 안정적인 표면을 제공할 수 있다(아래 참조).
- 충격 보호 — 고품질 재킷과 바지는 위에서 설명한 취약한 관절 부위에 상당한 추가 패딩을 제공한다. 이는 단순한 폼 패딩 형태일 수도 있고, 압축될 때 단단해지는 이중 밀도 폼 형태일 수도 있으며, 때로는 충격을 패드 전체에 분산시키는 플라스틱 또는 탄소 섬유 외부 쉘이 있을 수도 있다. 일부 재킷에는 통합된 부품이 있을 수 있다. 충격을 줄이는 또 다른 방법은 모터사이클 에어백 보호 장비를 착용하는 것이다.
- 날씨 보호 — 위에서 언급되지 않은 PPE의 중요한 측면 중 하나는 요소로부터의 보호이다. 극한 날씨는 장거리 라이딩을 견디기 힘들거나 위험하게 만들 수 있다. PPE는 바람, 비, 추위로부터 보호를 제공한다.

### PPE 품목

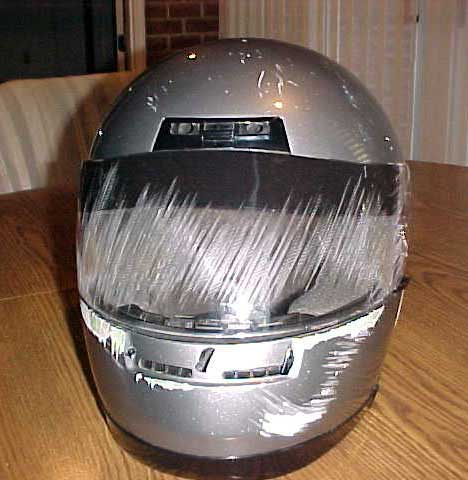
충돌 후 풀페이스 헬멧

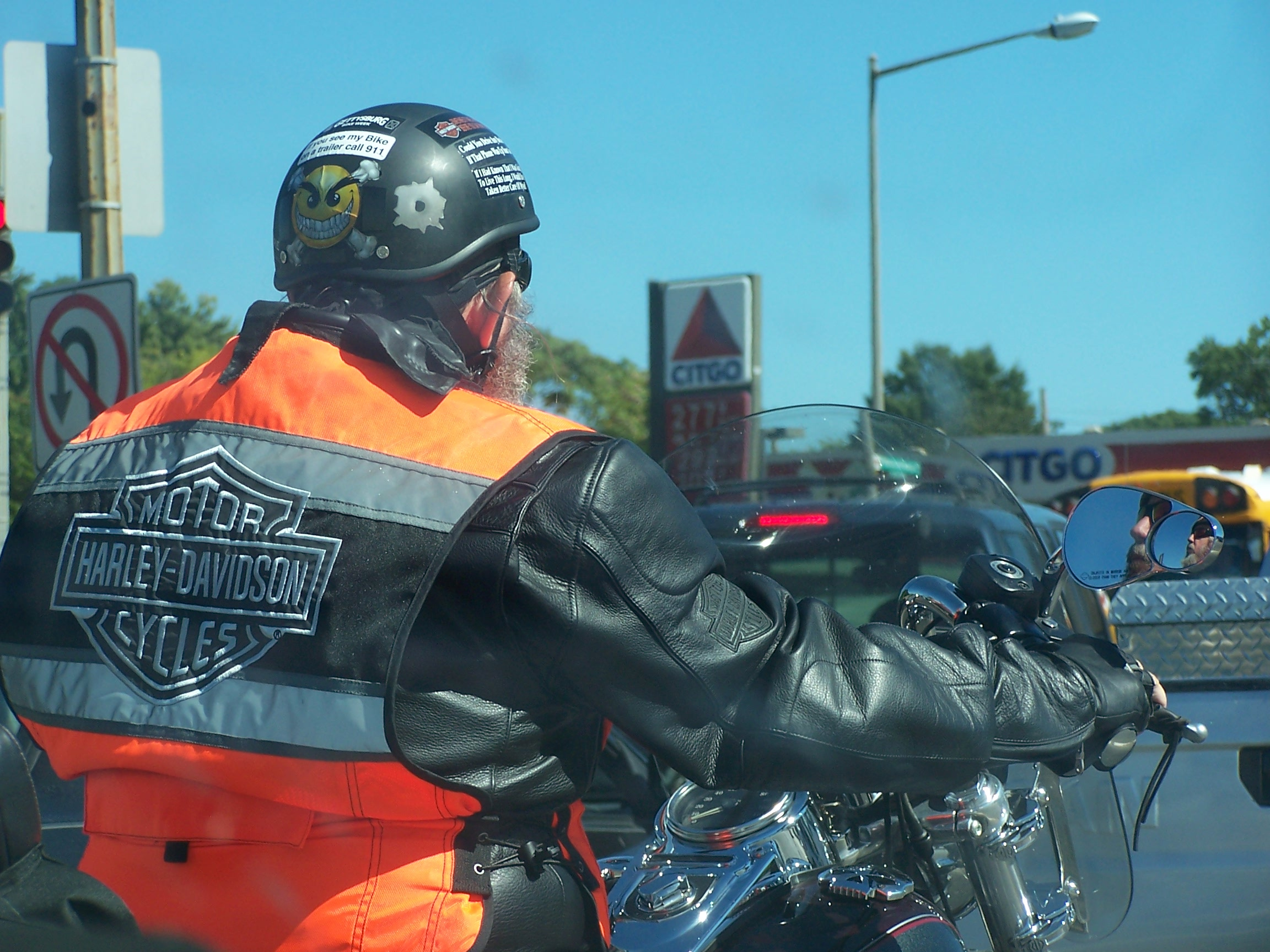
하프 헬멧 또는 "스키드 리드"는 미국에서 최소한의 법적 요구 사항을 충족한다.

- 헬멧 — 헬멧을 착용하는 것은 착용하지 않는 것에 비해 사망 위험을 37% 줄여준다.[62] 풀페이스 헬멧이 가장 많은 보호 기능을 제공한다. 모든 충돌의 35%가 턱 보호대 부위에 큰 충격을 보여준다.[57] 그러나 3/4 및 1/2 헬멧도 사용 가능하다. UN은 오토바이 헬멧에 대해 가장 널리 받아들여지는 국제 표준을 제공하며, ECE 22.06이 최신 표준이다. 영국의 SHARP (헬멧 등급) 또한 헬멧 모델의 보호 수준에 대한 독립적인 테스트 결과를 제공한다.
- 장갑 — 일반적으로 가죽, 코듀라, 케블라 또는 이들의 조합으로 만들어진다. 일부는 탄소섬유 너클 보호대 또는 다른 형태의 단단한 패딩을 포함한다. 오토바이 사용을 위해 특별히 설계된 장갑은 손가락이 약간 구부러져 있고 이음새가 바깥 표면에 있어 오토바이 운전자가 핸들바와 클러치/브레이크 레버를 잡고 제어력을 유지할 수 있도록 한다. 일부 장갑은 손목 보호 기능도 제공한다.
- 재킷 — 일반적으로 가죽, 발리스틱 나일론, 코듀라, 케블라 또는 기타 합성 소재로 만들어진다. 대부분의 재킷에는 팔꿈치, 척추, 어깨에 모터사이클 갑옷이 포함된다. CE 승인 갑옷은 미인증 패딩보다 우수하다고 간주된다. CE 인증 등 보호대와 가슴 보호대는 재킷 아래에 착용할 수 있다. 일부 모터사이클 에어백 재킷은 극심한 목 움직임에 대한 보호 기능을 제공한다.
- 바지 — 재킷과 동일한 소재로 만들어지며, 일반적으로 무릎과 엉덩이용 오토바이 갑옷이 포함된다.
- 부츠 — 특히 스포츠 라이딩용 부츠는 발목과 발가락 부위에 보강재와 플라스틱 캡이 포함되어 있다. 오토바이용 CE 인증 부츠는 마찰, 날카로운 물체에 의한 관통 및 측면 압축에 대한 저항성을 테스트받았다.
- 고글 또는 헬멧 바이저 — 눈 보호는 매우 중요하다. 고속에서 눈에 들어가는 곤충이나 튕겨 올라온 작은 돌멩이는 상당한 손상을 입힐 수 있다. 그러한 사건은 라이더가 쉽게 통제력을 잃고 충돌하게 할 수 있다. 이러한 위험 외에도 바람에 눈을 찡그리는 것은 아무리 좋게 봐도 불쾌하며, 눈물이 나는 것은 매우 산만하다.
- 귀마개 — 대부분의 라이더는 64 to 80 km/h (40 to 50 mph) 이상의 속도에서 상당한 풍절음을 경험한다. 귀마개는 청력 손상으로부터 보호하고 장거리 라이딩 중 피로를 줄이는 데 도움이 된다.
- 조끼 — 고시인성 색상과 재귀반사 소재로 만들어진 조끼는 재킷 위에 착용하여 눈에 띌 가능성을 높이고, 특히 어둡고 습한 불리한 조건에서 운전자가 라이더의 속도와 위치를 더 잘 판단할 수 있도록 한다.
- 모터사이클 에어백 조끼 – 재킷과 조끼 안에 착용하며 라이더에게 목 보호대와 척추 보호뿐만 아니라 복부, 가슴, 갈비뼈, 엉덩이/골반 보호 기능도 제공한다.
- 기타 PPE — 더트 바이크 라이더는 넘어지거나 다른 라이더 및 바이크와 충돌하고, 트랙 장벽에 부딪히거나, 다른 라이더의 타이어에서 튀어 오르는 잔해물에 맞았을 때 발생할 수 있는 부상으로부터 보호하기 위해 다양한 플라스틱 갑옷을 착용한다. 이러한 유형의 갑옷은 일반적으로 등, 가슴, 때로는 사지를 보호한다.

장갑, 재킷, 바지, 부츠에 접촉 가능성이 높은 부위에 단단한 플라스틱을 장착하는 것이 점점 더 흔해지고 있는데, 이는 오토바이 운전자가 지면에 닿았을 때 옷이 "구겨져" 비정상적인 방향으로 신체 부위에 스트레스를 주어 부상 위험을 높이는 대신 상대적으로 쉽게 미끄러지도록 하기 위함이다.
라이더들은 자신의 개인 장비 선호도를 설명할 때 "Most Of The Gear Most Of The Time"(대부분의 시간에 대부분의 장비)을 의미하는 MOTGMOTT와 "All The Gear All The Time"(항상 모든 장비)을 의미하는 ATGATT라는 약어를 사용하기도 한다.

## 교육

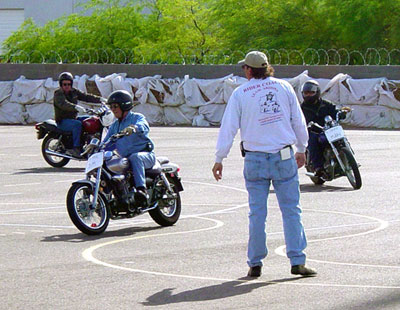
애리조나주 길버트에서 초보 오토바이 운전자들이 교육을 받고 있다.

많은 선진국에서는 이제 별도의 오토바이 운전 면허를 취득하기 위해 안전 교육을 의무적으로 받거나 권장하고 있다.
훈련은 초보자와 숙련된 라이더 사이의 격차를 메우는 데 도움이 될 수 있으며, 더 숙련된 라이더의 기술을 향상시키는 데도 기여할 수 있다. 기술 훈련은 오토바이 라이더의 KSI("사망 또는 중상") 비율을 줄이는 해답처럼 보일 수 있다. 그러나 연구에 따르면 고급 기술 훈련을 받은 일부 사람들은 도로를 사용할 때 더 높은 위험에 처할 가능성이 있다고 한다(Rutter & Quine, 1996). 이러한 위험 보상 효과는 "바이크세이프 스코틀랜드" 계획 평가 결과에서 언급되었는데, 훈련을 받은 일부 사람들이 코스 후에 비거주 지역에서 더 빨리 주행했다고 말했다(Ormston et al., 2003). 이는 훈련이 중요하지 않다는 것을 의미하는 것이 아니라, 더 고급 훈련은 심리적 훈련과 병행되어야 한다는 것을 의미한다(Broughton 2005).
한 문헌 검토 결과, 대부분의 프로그램이 고위험 운전자의 연령과 미숙함을 고려하지 못했기 때문에 운전자 및 라이더 교육이 거의 도움이 되지 않는 것으로 나타났다. 캐나다 교통상해연구재단(Traffic Injury Research Foundation)의 댄 메이휴는 세 국가의 오토바이 라이더 교육/훈련 프로그램을 검토한 후 "라이더 훈련이 충돌 감소와 관련이 있다는 설득력 있는 증거는 없다"고 말했다.
데이비드 L. 호프는 허트 보고서의 위험 비교를 인용하며, 전문적이거나 조직적인 훈련을 받지 않은 자가 학습자 또는 친구나 가족으로부터 라이딩을 배운 라이더가 라이더 훈련을 받은 라이더보다 사고에 연루될 가능성이 2~3배 더 높다고 밝혔다. 호프는 또한 2000년 이후 미국에서 오토바이 사망자 수가 증가한 것은 국가 라이더 훈련 요건의 완화와 일치한다고 말했다.

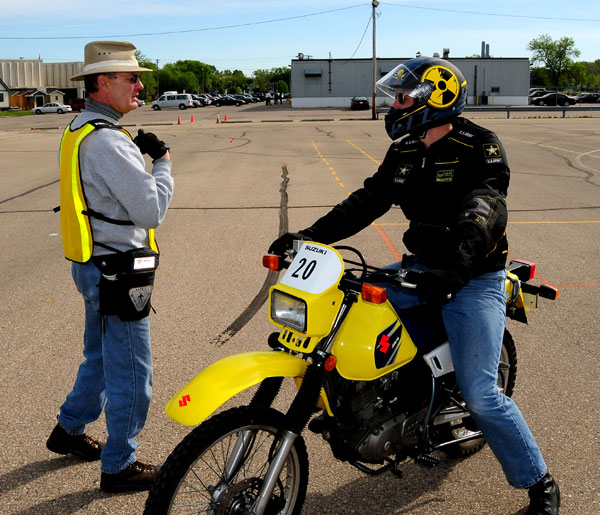
위스콘신주 매디슨에서 MSF 강사로부터 개별 코칭을 받는 라이더.

미국에서 모터사이클 안전 재단 (MSF)은 주에 표준화된 교육 과정을 제공하며, 주정부는 이를 통해 신규 및 기존 라이더를 위한 저렴한 안전 교육을 제공한다. 오리건주와 아이다호주 두 주는 MSF의 교육 과정을 따르지 않고 자체 교육 과정을 선호한다. 미국 내 1,500개 이상의 지역에 걸쳐 연간 12만 명 이상의 학생을 대상으로 하는 MSF는 고속도로 사용을 위해 판매된 400만 대의 신형 오토바이 소유자 중 약 3%를 교육한다. 2000년대 초반부터 미국 국방부 소속 군인의 오토바이 부상 및 사망은 지속적으로 증가해 왔다. 다른 국방부 주도 프로그램 중에서도 주 방위군은 국가 안전 프로그램이 사고를 충분히 줄이지 못하는 이유와 생산적인 행동 변화를 유발하도록 프로그램을 수정하는 방법을 이해하려고 노력한다.
예를 들어 영국에서는 고급 운전자 협회(IAM)와 왕립 사고 예방 협회(RoSPA)와 같은 단체들이 사고율을 줄이기 위해 고급 오토바이 라이더 훈련을 제공한다. 종종 라이더들에게는 보험료 할인이라는 추가적인 인센티브가 주어진다.
캐나다에서는 비영리 단체인 캐나다 안전 위원회(CSC)가 기어링 업(Gearing Up) 훈련 프로그램을 통해 초보 및 신규 라이더를 위한 오토바이 안전 훈련 과정을 제공한다. 역시 미국 및 영국과 마찬가지로 사고율을 줄이기 위한 라이더 기술 향상에 중점을 둔다. 이 프로그램은 오토바이 및 모페드 산업 위원회(MMIC)의 전국적인 인정과 지원을 받으므로 성공적으로 완료하면 보험료를 절감할 수 있다.
뉴질랜드에서는 사고 보상 공사가 '라이드 포에버' 프로그램의 일환으로 추가적인 오토바이 기술 훈련을 제공한다. ACC는 뉴질랜드 내 사고 비용을 부담하므로, '라이드 포에버'는 오토바이 관련 부상 및 재활 비용에 대한 노출을 줄이는 것을 목표로 한다. '라이드 포에버'는 등록된 오토바이 강사들과 함께하는 일련의 하루 동반 라이딩을 통해 조언과 온라인 코칭, 그리고 ACC의 보조금을 많이 받는 도로 주행 교육을 제공한다.

### 카운터스티어링
카운터스티어링은 오토바이와 (자전거 또는 푸시 스쿠터와 같이) 두 개의 바퀴가 일렬로 배열된 모든 차량에서 특정 방향으로 회전을 시작하기 위해 원하는 방향과 반대 방향으로 순간적으로 조향하는(즉, "오른쪽으로 돌려면 왼쪽으로 조향하는") 데 사용된다.
평균적인 곡선에서 바이크가 기울어지게 하는 데 필요한 초기 카운터스티어링 입력량은 약 0.5초에 불과하여 많은 사람들이 인식하기 어렵다. 부드러운 회전에는 0.125초만 필요할 수 있지만, 급회전에는 코너 진입 시 1초 전체의 카운터스티어링이 필요할 수 있다.
허트 보고서에 따르면, 미국 내 대부분의 오토바이 운전자들은 충돌을 피하려고 할 때 뒷바퀴에 과도하게 제동을 걸어 미끄러뜨리고, 앞바퀴에는 불충분하게 제동을 가했다. 많은 라이더들에게 카운터스티어링과 회피 능력은 본질적으로 없었다.

## 오토바이 장비

### 백미러
서구 국가의 대부분의 도로/스트리트 지향 오토바이에는 백미러가 장착되어 있다. 이러한 미러는 (대부분의) 미국에서 법적 요구 사항이지만, 영국에서는 그렇지 않다. 오프로드 사이클에는 종종 미러가 장착되어 있지 않다. 1960년대 이전에는 대부분의 오토바이, 심지어 로드스터도 백미러가 장착되어 있지 않았다.

### 방향 지시등
모든 오토바이에 방향 지시등이 있는 것은 아니다. 오프로드 사이클에는 없다. 1970년대 이전에는 로드스터를 포함한 대부분의 오토바이에 방향 지시등이 장착되어 있지 않았다. 방향 지시등은 신형 로드 바이크의 표준 출고 장착 기능이 증가하고 있으며, 미국 20개 주에서는 법으로 의무화하고 있다.

### 헤드라이트
대부분의 신형 오토바이에서 헤드라이트는 법적 요구 사항으로 시동을 걸자마자 켜진다. 일부 오토바이에는 변조된 헤드라이트가 있다. 이는 헤드라이트 변조기를 사용하여 이루어진다. 이는 일부 유럽 국가에서는 여전히 주관적인 문제이다. 헤드라이트의 강제 사용이 자동차에도 조명을 "하드와이어"하도록 요구된다면 모든 안전상의 이점을 잃을 것이라는 주장이 있다. 또한 헤드라이트의 강제 사용이 다른 도로 사용자들에게 "공격적"으로 비쳐져 일부 사람들의 오토바이 운전자에 대한 부정적인 고정관념을 강화한다는 주장도 있다. 변조기는 미국과 캐나다에서 합법이다. 주간에 헤드라이트보다 밝은 노란색(선택적 노란색) 전면 방향 지시등이 더 실용적이고 효과적일 것이라는 제안이 있었다.

### 크래시 바
크래시 바(또는 "안전 바", "롤 바")는 크루저형 바이크에 흔히 장착되는 장비이다. 오토바이 엔진과 차체 패널을 보호하도록 설계되었다. 허트 보고서는 크래시 바가 효과적인 라이더 부상 대책이 아니라고 결론지었다. 발목 부상 감소는 허벅지 상부, 무릎, 하퇴부 부상 증가로 상쇄된다고 보았다.

### 안티록 브레이크 시스템
오토바이용 안티록 브레이크 시스템은 1988년 BMW에서 처음 도입되었고 곧 다른 브랜드에서도 채택되었다. ABS를 사용하면 오토바이를 정지시키는 것이 더 쉽고 안전하며, 정지 거리를 단축하고 미끄러짐 위험을 줄일 수 있다. EU의 사고 데이터에 따르면 ABS의 광범위한 채택은 오토바이 사망률을 3분의 1까지 줄일 수 있다. EU에서 형식 승인을 받은 모든 오토바이는 2016년 1월 1일부터 ABS 시스템을 장착해야 했으며, 2017년부터 판매되는 125cc 이상 엔진 배기량의 모든 신형 오토바이에는 ABS가 장착되어야 한다. 이는 영국 IAM이 FIA의 지원을 받아 압력을 가한 결과이다. ABS를 의무화하지 않는 지역에서는 종종 고급 오토바이의 고가 옵션으로 제공된다.
ABS는 오토바이가 똑바로 선 상태에서 급제동할 때 미끄럼을 방지하는 데 매우 효과적이다. 그러나 코너에서 기울어진 상태에서는 타이어 견인력의 일부가 측면 코너링 힘을 상쇄하는 데 사용되므로 제동에는 사용할 수 없다. 이로 인해 브레이크가 코너에서 작동할 때 기본 ABS 시스템이 미끄럼을 방지하지 못할 수 있다. 최신 코너링 ABS 시스템은 오토바이의 가속 및 위치 센서에서 판독값을 받아 필요한 경우 시스템이 적용하는 제동력을 추가로 조절한다. 그 결과 운전자 오류에 덜 취약한 오토바이가 탄생한다. 즉, 다양한 오토바이 자세에서 효과적으로 제동할 수 있으며, 제동과 코너링의 조합으로 인한 접지력 상실로 인한 로우 사이드 충돌 위험이 훨씬 줄어든다.

### 에어백 장치
연료 탱크 장착 에어백과 착용 가능한 재킷 에어백 장치는 오토바이와 관련된 위험을 완화하도록 설계되었다.
에어백을 사용한 첫 오토바이 충돌 테스트는 1973년에 수행되었으며, 에어백 시스템이 라이더에게 유리할 수 있음을 입증했다. 이 테스트들은 1990년대에 에어백 장치가 30 mph (48 km/h) 이상의 속도로 주행할 때 라이더를 완전히 제어할 수는 없지만, 라이더의 속도와 궤적을 여전히 줄여준다는 것을 보여주는 테스트로 이어졌다. 혼다는 최근 골드 윙 모델용 연료 탱크 장착 에어백을 개발했으며, 전개하는 데 단 0.15초밖에 걸리지 않는다. 앞바퀴의 충돌 센서가 에어백 ECU(전자 제어 장치)에 데이터를 보내고, ECU는 에어백 팽창기를 활성화시킨다. 그러면 에어백이 라이더의 힘을 받는다.
연료 탱크 장착 에어백은 많은 생명을 구하는 데 도움이 될 수 있다. 충돌 테스트 더미로 이 유형의 에어백 기술이 정면 충돌 시 매우 유익하다는 것이 입증되었다. 이는 통계적으로 미국 오토바이 사고의 62%가 정면 충돌이기 때문에 중요하다. 오토바이 운전자가 정면 충돌 시 자동차와 충돌할 때 연료 탱크 장착 에어백이 사람이 차량 안으로 들어가는 것을 방지한다는 것을 보여주는 추가 테스트가 수행되었다. 이는 충돌 테스트 더미의 데이터에 따르면 그렇지 않았다면 발생했을 두부 외상을 83% 상당히 줄였다. 라이더는 에어백이 있으면 살아남을 수 있었을 것이며, 에어백이 없으면 사망률이 더 높을 것이다. 또한 이는 사고가 저속이며 자동차 사고와 동일한 역학을 따를 때만 작동할 수 있다는 점도 지적되었다.
현재 사용 가능한 두 번째 에어백 장치는 팽창식 에어백 재킷이다. 라이더는 오토바이에 묶인 에어백 재킷을 착용할 수 있어, 충돌 시 오토바이에서 던져지면 재킷이 20초 동안 자동으로 팽창하여 라이더에게 쿠션을 제공한다. 이는 라이더의 상체 및 내부 부상을 줄여주어 종종 치명적일 수 있는 부상을 완화한다. 무겐 덴코는 1995년에 에어백 재킷 개발을 개척하고 많은 테스트를 수행했지만, 에어백 재킷/조끼의 아이디어는 1976년 헝가리 특허를 신청한 타마스 슈트라우브(Tamás Straub)가 발명했다.

## 같이 보기
- 자전거 안전
- 의회 오토바이 안전 코커스 (미국)
- 운전자 시야
- 하이사이더
- 차로 간 주행
- 연도별 미국 오토사이 사망자 목록
- 로우사이더

## 더 읽어보기
- Bayly, M., Regan, M., & Hosking, S. (2006). Intelligent transport systems and motorcycle safety. [Report No. 260]. Melbourne, Australia: Monash University, Accident Research Centre.
- Berg, F. A., & Rucker, P. (2002). Airbag prototype for a mid-sized touring motorcycle. International Research Council on Biomechanics of Injury Conference. Stuttgart, Germany: DEKRA Automobil.
- Blanchard, H. T.; Tabloski, P. A. (2006). 《Motorcycle safety: Educating riders at the teachable moment》. 《Journal of Emergency Nursing》 32. 330–332쪽. doi:10.1016/j.jen.2006.05.014. PMID 16863884.
- Broughton, P.S. and Walker, L. (2009), Motorcycling and Leisure: Understanding the Recreational PTW Rider: Ashgate Publishing: Aldershot.
- Elliott, M. A., Baughan, C. J., Broughton, J., Chinn, B., Grayson, G. B., Knowles, J., et al. (2003). Motorcycle safety: A scoping study. [Report No. TRL581]. Transport Research Laboratory.
- Huang, B., & Preston, J. (2004). A literature review on motorcycle collisions: Final report. Oxford University, Transport Studies Unit.
- Pierce, A. (2002). The personal airbag. Tech Directions, 61(7), 10.
- 미국 미국 고속도로교통안전국 (2001년 10월). “치명적인 단일 차량 오토바이 충돌”.
- “사상자 비율: 도로 사용자 유형 및 심각도별: 1994년 ~ 2004년” (PDF). 영국 교통부.
- “오토바이 사고 심층 연구”. 영국 교통부. 2004년 11월. 2007년 2월 5일에 원본 문서에서 보존된 문서.